# 白山さんと黒い鞄
『白山さんと黒い鞄』は、鈴木鈴による日本のライトノベル。イラストはここのかが担当。電撃文庫（アスキー・メディアワークス）から2009年3月より刊行されている。

## ストーリー
主人公の平沢衡は、ある日クラスメイトの白山さんが持つ黒い鞄の秘密を知ってしまう。鞄の中の世界『嚢界（ノーガ）』やその住人『阿頼耶識（アラヤシキ）』、そして鞄の守護者である九衛。鞄を守る使命を負った白山さんを手伝うため、衡は、図書館部の面々とともに阿頼耶識の引き起こす騒動に巻き込まれていく。

## 登場人物

### 主要登場人物
平沢 衡（ひらさわ こう）
本作の主人公。教王護国学園一年生。『図書館部』所属。
一日一回は必ず何か痛い目に遭う『呪い』にかかっている。呪いと長年付き合ってきたため痛みに対して耐性があり、阿頼耶識からの強烈な攻撃であってもある程度は耐えることができる。
本来は他者が扱えないはずの『九絶門』を扱うことができる。優柔不断な性格をしているが、白山さんのためにはしばしば身体を張って前に出る。
白山　閑花（しろやま　しずか）
衡のクラスメイト。『白山さん』と呼ばれることが多く、一巻のラストまで名前が出てこなかった。
絹のような純白の髪と不思議な色をした目、そしていつも持ち歩いている大きな黒い鞄が印象的な美少女。常に眠たげでぼんやりとしたかわいらしい外見だが、どこか近寄りがたいミステリアスな雰囲気をかもし出している。
鞄の『持ち主』であり、鞄とその秘密を守る使命を背負っている。鞄の秘密を隠すためになるべく人との係わり合いを避けており、衡たちと出会うまでは九衛以外に友人も身内もいないような状況だった。性格も臆病でパニックに陥りやすい。
一巻のラストで『図書館部』に入部して以降は明るい表情も増え、かなり親しみやすくなっている。
九衛とは姉妹のような仲であり、彼女に対してはとても明るく振舞い、また態度が大きかったりわがままであったりする。その様を見た衡や伊織からは内弁慶と評された。
鞄の秘密を知っても普通の友人として接してくれ、阿頼耶識との騒動でも助けてくれる衡に対しては、深い信頼とともに好意を寄せている。
九衛（クノエ）
鞄の『持ち主』である白山さんを守護する『守憑霊（ツキダマ）』。九絶門を扱う。
黒髪をポニーテールのように後ろでまとめており、民族衣装風の漆黒の長衣を見に纏っている。外見年齢は衡たちより二つか三つほど年下。
鞄の『持ち主』を守護し、外界に出た阿頼耶識を鞄の中に戻すために存在する。戦闘力は並の阿頼耶識ならば軽く蹴散らせるほどに強力。
基本的に尊大な態度であり、阿頼耶識にも人間に対しても横柄に振舞う。ただし白山さんに対してだけは絶対の信頼を置いており、本当の姉妹のように仲良く接する。
桐ヶ谷　伊織（きりがや　いおり）
衡のクラスメイト。『図書館部』所属。
平均よりも高い身長と筋肉質な体型、さらに厳つい顔立ちも相まって初対面の人からは恐れられる風貌をしている。阿頼耶識には敵わないものの、人を基準にすれば並外れた身体能力を有する。性格も唯我独尊といった風で、戸叶たち不良グループからも一目置かれている。
風貌などに反して身内には優しい性格であり、また傷つきやすい繊細な面もある。頭の回転も比較的速く、パソコンも多少はこなせる。
衡とは中学からの付き合いであり、その頃からの親友。ただし、過去に一度だけ衡と喧嘩になったこともあるらしいが、詳細は不明。
『おもしろそうなこと』には目がなく、やや強引な手法を使ってでも知りたいと思ったことは知ろうと試みる。『図書館部』に入部したのもそれが目的。ただし遠咲と違って、その結果として誰かが傷つくのは好まない。
勝負事が好きな性質であり、似たような傾向がある青嵐とは気が合う様子。
遠咲　朱遊（とおさき　しゅゆ）
教王護国学園二年生。『図書館部』副部長。
黒の長髪と切れ長の目、横長フレームが印象的。理知的な性格で『図書館部』随一の頭脳を有し、表情や物言いも常に冷静でサディスティックな性質があるため周りからは恐れられ、『図書館部の魔女』とも評される。
伊織と同様に『おもしろそうなこと』には目がなく、監視カメラや盗聴器なども使って常に情報収集をしている。『キ』号ファイルという人を脅迫するための情報も多数所持しており、彼女が恐れられる最大の要因となっている。
かわいらしい女性が好みであり、特に気弱で儚い女性を困らせることには最上の喜びを覚える。白山さんがお気に入りで、白山のこととなるとしばしば冷静さを失い、興奮しすぎて鼻血を出して失神することもある。
葛葉　青嵐（くずのは　せいらん）
教王護国学園二年生。『図書館部』部長。二巻から登場。
眺めの癖っ毛で、釣り目気味の整った顔立ちをしている。一見すると性別が判別しづらいが女子。非常に身軽で瞬発力が高く、伊織と張り合えるほどに身体能力が優れている。
身体の起伏が少なく（衡曰く「九衛以下」）、一人称も「ボク」でしばしば男子用の制服を着ているため、男性と間違われることが多い。
他人に対しては無頓着で自由気ままに生きることを望んでいる。『図書館部』でも肩書き上は部長だが、顔を出すことは少ない。
実家は教國寺という寺。その関係で遠咲とは幼い頃からの知り合いであり、親友の間柄にある。しばしば挨拶代わりに遠咲にキスをしている。
伊織とは気が合うらしく、しばしば二人でトランプなどに興じている。

### 阿頼耶識
メア
『表層』出身の阿頼耶識。領域は『天塔瓦解』。
金髪で黒のドレスを纏った少女。外見年齢は十歳にも満たない。
幼い子供のように無邪気で底抜けに陽気。単に外を見たいという理由で外界に現れた。
ヴィヴィ
『遊惰』のヴィヴィ。『表層』出身の阿頼耶識。領域は『遊ノ王』。
ウェーブがかかった淡い桃色の髪の少女。見かけの年頃はメアと同じくらい。
メアと同様に無邪気な性格だが、メアよりもやや陰気な面も見られる。常にメアとともに行動する。
アカシャ
『狭霧』のアカシャ。領域は『迷妄アムネジア』。口調や見かけではわかりにくいが女性。二巻で登場。
拘束服の上にミリタリーコートを纏い、髪は灰色で異常に長く、目元は包帯がぐるぐる巻きにされその上から瞳の位置に黒く円が書き殴られている。喋りもたどたどしく異様な雰囲気を漂わせている。
先代の鞄の持ち主で白山さんの母親である白山奈由花に対して恩義を感じているらしく、鞄の持ち主を鞄を守るという使命から解放することを望む。
ツバヒロ
『判官（ナカノツカサ）』を務めている阿頼耶識。深層出身の阿頼耶識。領域は不明。二巻で登場。
ローブを身に纏って頭には鍔広の帽子を被っている。車掌のような手袋を嵌めて宙に浮かぶいくつもの手を操る。
阿頼耶識の情報を多く有しており、しばしば情報を提供してくれる。
流姐
『泡波』の流姐（リュウジェ）。領域は『泡沫都市群』。三巻で登場。
チャイナドレスを着た下半身が蛇の阿頼耶識。嗜虐的で非常に好戦的な性格。
鞄を所有することと、過去に傷を負わされた守憑霊（九衛以外の守憑霊）に対して復讐することを目論む。
溺れて死に掛けていた汐を助け、それ以降は彼女を支配下においている。ただし、汐が反抗しない限りは優しく接する。
ムール・ミュール
『恋衣』のムール・ミュール。『中層』出身。領域は『死に至る恋煩い』。四巻で登場。
紅色の髪をした絶世の美少女。桃色のネグリジェを身に纏い、スタイルも非常に良い。ふわふわと宙に浮かんでいる。
衡が彼女の領域に触れたことで発動し、彼に恋をした。彼の気を惹くために誘惑を重ねる。
恋に生きる存在であるため、外見はもちろんだが、異性を誘惑する様々な術を心得ている。

### その他の登場人物
宮代　葉月（みやしろ　はづき）
衡のクラスメイト。
衡や伊織とは中学からの知り合い。白山さんとは寮のルームメイト。
誰とでも気さくに接する明るい性格であり、友人も多い。一人で過ごしがちだった頃の白山さんとも積極的に交流しようとしていた。
明らかに伊織に対して好意を持っているがそれを素直に表現できず（ツンデレ）、本人からは全く気づかれていない。
十叶　智恵（とがのう　ともえ）
衡のクラスメイト。
不良グループのリーダー格の存在であり、悪い素行が目立つ。白山さんの鞄に興味を持ち、ヴィヴィとメアが外界に出てしまう原因を作り出した。
遠咲から脅迫されて以降は完全にトラウマとなり、遠咲の顔を見ただけでも怯えだす。素行が素行なため他の図書館部員からもぞんざいな扱いをされており、しばしばひどい目に遭っている。
青嵐のことを男性と誤解したまま彼女に恋している。
川崎　宗（かわさき　しゅう）
衡のクラスメイトであり、衡と伊織の友人。
高校に入学してからの友人だが、伊織とは気が合うらしく親しく接している。
二巻以降は極端に登場が減っている。
白山　奈由花（しろやま　なゆか）
白山閑花の母親であり、先代の鞄の持ち主。
詳しい経緯は不明だが現在は失踪している。アカシャは彼女に恩義を感じていたらしい。
新島　汐（にいじま　せき）
図書館部が旅行した先で出会った少女。三巻で登場。
細身で背が高く、海で過ごすことが多いため肌がよく焼けている。絵を描くことが好きで美術の勉強をしたいと考えている。
何かしら『嚢界』について知っている節がある。

## 領域
領域（ナワバリ）は、阿頼耶識や守憑霊が使う能力の総称。外界で使うには『領域宣言（ミコトノリ）』を詠う必要がある。外界ではその影響力が弱体化する。領域の名前は、すべて作者の好むゲームから取られている。
九絶門 Val' DOR's Gate
九衛と白山さんが使用する領域。
九つの兵装があり、それぞれが何らかのものを『変動』させるという主題を持つ。
本来は九衛と白山さん以外が触れようとすると静電気のようなもので弾かれてしまうが、衡だけは例外として（性質の変動まではできないが）扱うことができる。これは白山さんと九衛が彼に心を許しているため。
久世守夜房 「『嚢界』（ノーガ）の外の阿頼耶識（アラヤシキ）、みなみな斬り捨て切り刻み、『嚢界』に戻す黒の刃を。」
壱式兵装・『久世守夜房』（くぜのかみよるふさ）。鍔も鞘もない漆黒の刀。
『切れ味』を変動させる。領域すら切り裂けるほどの鋭利な刀にすることも、何も斬れないなまくらにすることもできる。
ココノツ大蛇 「神代の昔に討たれし蛇の、八俣（やまた）に及ぶ亡骸さえも、砕いて呑み込む大クチナワ。」
弍式兵装・『ココノツ大蛇』（ここのつおろち）。蛇を模した漆黒の鞭。ある程度の自立知能も供えている。三巻で登場。
『長さ』を変動させる。自在に長さを変化させて鞭として使える。蛇の頭部は噛み付くこともできる。
國隠 「此岸（しがん）と彼岸のその狭間、見えても触れてもならぬ世へ、隠して飲み込む一枚布。」
伍式兵装・『國隠』（くにかくし）。黒い布で、その大きさは自在に変化できる。
『存在確率』を変動させる。包んだ人の存在確率を変化させ、別の場所に移動させることができる。
窮天落とし 「天道十二の宮の城、まるごと砕いて撲（う）ち堕とし、大地にひれ伏す黒の槌。」
陸式兵装・『窮天落とし』（きゅうてんおとし）。黒い鉄棒の先端に金槌のくっついた、杓のような兵装。
『体積』と『質量』を変化させる。片手で持てるようなサイズから、図書館を押しつぶせるほどの大きさと質量に変化させられる。
倶利伽羅の双翼 「九界（クガイ）を飛び交う危なきものども、遊びて謳（うた）う自由の御霊（みたま）を、従え縛る二つの翼。」
漆式兵装・『倶利伽羅の双翼』（くりからのそうよく）。漆黒の羽で構成された、一対の扇。二巻で登場。
強風を巻き起こすこと、そして起こした風を自在に操ることができる。
天塔瓦解 Fallout
メアが使用する領域。
メアの影を操作する能力であり、その大きさも自在に変化させられる。影が触れた部分にある亀裂や傷口を広げることができる。
遊ノ王 Idle Master
ヴィヴィが使用する領域。
ヴィヴィの吐息に触れたものの正気を奪い、ヴィヴィの想う通りに動かすことができる。一度に大人数をまとめて操作することも可能。
迷妄アムネジア Diablos
アカシャの使用する領域。
他者の呼吸を盗む（吸い込む）ことで相手のコピーに変身できる。変身すると、姿かたちだけでなく記憶や口調などまでコピーされる。コピー後は身体情報がリンクし、一方が負傷すれば他方にもそれが伝達される。
盗んだ呼吸を喉に保存している間だけ変身が持続するため、それを吸い出せば変身が解除される。
泡沫都市群 Civilization
流姐の使用する領域。
泡を操作する能力。『宿泡（シウパオ）』という泡を生き物に打ち込むことでその自由を奪い、自らの泡の素材である『泡材（パオツァイ）』に変化させる。泡材は、意思を持った存在である『泡子（パオズ）』にしたり建物の建材にしたりと、様々なものに活用できる。
星霜紬 Star Craft
使用者は不明。
衡にかかっている呪いの正体。星霜紬の犠牲者は運命を操作され、一日に一回は必ず不運な目に遭う。また、極端に不運になる代わりに、他の領域による影響をほとんど受けなくなるという副作用もある。
嚢界と外界とで影響は異なり、外界では衡が怪我をする程度で済んでいるが、嚢界では隕石が落ちてきたり地割れに呑まれたりする。
使用者はツバヒロでもわからないらしく、星霜紬の存在自体が噂にされていた程度のもの。これまでも多くの阿頼耶識が犠牲になってきた。
死に至る恋煩い S.T.A.L.K.E.R
ムール・ミュールの使用する領域。
普段はハート型の模型のようになっており、ムール・ミュールもその中で眠っているが、異性が領域に触れると発動し、相手に恋をする。同時に、お互いを鎖によって離れられなくさせる。
一つ目の効果は、術者の想いが成就すると、その愛の誓いを永遠のものとして一生定着させること。
二つ目の効果は、想いの相手が負った傷を自らが肩代わりすること。こちらを発動させるときのみ領域宣言を詠う。
解除法は、ムール・ミュールを失恋させること。ムール・ミュールが自らの恋の成就を諦めてしまったとき、再び領域は模型に戻り彼女はその中に収められる。

## 用語解説
図書館部
教王護国学園のはずれにある、雑木林の中の図書館の司書準備室を拠点とする部。
元々は『文芸同好会』だったが、図書館の管理と司書業務を引き受けることと引き換えに図書館を占拠している。
立地の関係で生徒が図書館に訪れることは少ないため、図書館は図書館部員の溜まり場となっている。特に朱遊は図書館を完全に私物のように扱っており、隠し通路やシャッターのような学校の許可を得ているか疑わしい改造が施されている。
嚢界（ノーガ）
白山さんの持つ鞄の中に広がる世界。阿頼耶識が暮らしている。
人間の常識からは大きく外れた風景が広がっているが、これは人間にはそれを認識する能力である『阿頼耶識』を持たないため。この能力を持つ存在である阿頼耶識たちは正しく認識することができる。
階層があり、順に『表層』『表層直下』『中層』『深層』『最深層』『核』と続く。深い層の阿頼耶識ほど奇妙な外見をしており、領域の影響力も強い。
基本的に阿頼耶識たちは好き勝手に生活しているが、一部の阿頼耶識たちが近い場所で生活し、『都』を形成することもある。
阿頼耶識（アラヤシキ）
嚢界の住人。人間とは大きく外れた常識に成り立つ存在。
人間のような倫理観は持たないため人間を殺すことを厭わず、身体能力も人間をはるかに上回る。基本的に自分の欲求の赴くままに生きている。
守憑霊（ツキダマ）
鞄の持ち主を守護する存在。また、外界に逃げた阿頼耶識を嚢界に送り返す使命も持つ。
現在の守憑霊は九衛。流姐によれば代替わりするようだが、以前に流姐と戦った守憑霊も九絶門を扱っていた様子。

## 既刊一覧
- 鈴木鈴（著）・ここのか（イラスト）、アスキー・メディアワークス〈電撃文庫〉、既刊4巻（2010年3月10日現在）
  - 『白山さんと黒い鞄』、2009年3月10日発売[1]、ISBN 978-4-04-867602-1
  - 『白山さんと黒い鞄2』、2009年7月10日発売[2]、ISBN 978-4-04-867911-4
  - 『白山さんと黒い鞄3』、2009年11月10日発売[3]、ISBN 978-4-04-868150-6
  - 『白山さんと黒い鞄4』、2010年3月10日発売[4]、ISBN 978-4-04-868403-3